# クレイトン大学 (非認定大学)
クレイトン大学（クレイトンだいがく、Clayton University）は、かつて存在したアメリカ合衆国の非認定の大学である。

## 概要
本部はアメリカ合衆国ミズーリ州に設置していたが、のちに、ルイジアナ州に移転したとされている。同大学の発行した学位は、オレゴン州やミシガン州などでは公的な使用が今でも禁じられている。さらに、同大学は、アクレディテーションを取得しておらず、教育機関としての学位授与の認可・免許も得ていないため、同大学はディプロマミルのひとつと指摘されている。

## 沿革
設立者である総長のストーンが2004年に亡くなった前後から、運営上の混乱から生じたとされる。
大学関係者によると、本部がルイジアナ州に移転した後、ハワイ州のPBUと単位互換や姉妹校としての協定を締結したとされている。このPBUは、米国天台宗を設立母体とする公認大学であり、通学生もいるとされている。日本では、特定非営利活動法人として吉田次郎が登録している。
しかし、ディプロマミルについて研究している静岡県立大学経営情報学部教授の小島茂が現地に問い合わせたところ、ルイジアナ州に「Clayton University」なる大学は存在しないという返事が返ってきた。
2006年12月17日、フジテレビジョンの『FNN特命取材班・報道A』に、クレイトン大学のことが取り上げられた。登録されている住所には大学は存在せず、同じビルに「CTコーポレーションシステム」という企業しか存在しなかった。さらに、移転したとされる住所にも、キャンパスは存在せず私書箱が設置されているだけだった。
その後、クレイトン大学は、名称を「クレイトン大学」から「クレイトン評価会社」に変更した。副学長のDwight Stoneはフジニュースネットワークからの取材直後に退任した。現在は、総長だったStoneの未亡人と日本校の理事長を務める吉田次郎を中心として運営している。

## 日本校
日本校は、理事長吉田次郎、学長東泰正、副学長加藤逸雄らにより運営されている。また、第7代最高裁判所長官藤林益三ら数名の弁護士を顧問として招聘していると主張している。しかし、マスコミからの取材に対し、藤林は明確に否定している。また、無断で第三者が理事長や学長に就任したとする書類を偽造し、自分たちは更迭されたと主張するなど、自らへの責任追及を逃れようとしていることがマスコミの報道で指摘されている。日本校の教授職を任命された者の中には、勝手に委任状を送り付けられ、その結果、ディプロマミルの教授に就任したことを理由に大学の教授職を更迭された研究者もいるとされる。これらの行為は名誉棄損と指摘されており、内部から捜査当局に対して告発もなされている。その一方で、クレイトン大学から博士号を取得し教授職への委任をうけたことを、自らのビジネスに活用している学習塾経営者などもいる。
さらに、この組織は既に実体がないことから自由自在に校名を変え、近く「PBU日本校」と校名変更の予定であるとされる。いずれも無関係の人間を役員に据えて、校名変更であることを悟られないように偽装しているが、実態は以前と同様に吉田次郎、東泰正、加藤逸雄の3名が実権を握っているとされている。
なお、クレイトン大学は、アメリカ合衆国での開業認可（licensure）を得ようと試みてきたが得ることができず、学長のC. G. Stoneはクレイトン大学日本校のウェブサイトにて「2007年12月31日をもって閉校」することを表明した。その後、同校のウェブサイトは削除された。